# Cala Viñas

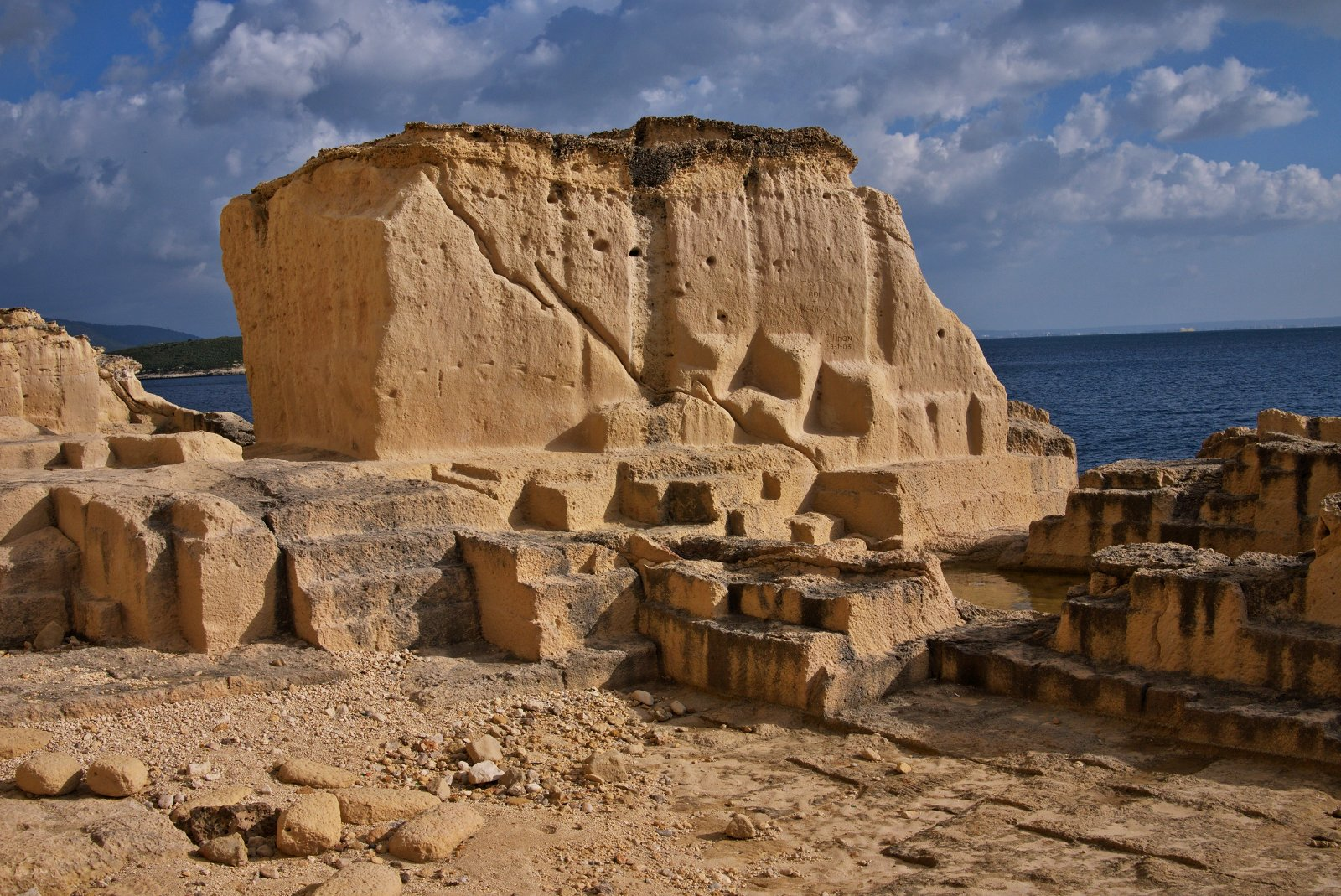
Restos de naveta de la Edad de Bronce.

Cala Viñas (en catalán Cala Vinyes) es una urbanización turística perteneciente al municipio español de Calviá, en Mallorca, la mayor de las Islas Baleares. Es colindante al este con Magaluf, con Sol de Mallorca al oeste, al norte con La Porraza y al sur con el mar Mediterráneo. Posee varios establecimientos hoteleros, apartamentos y todo tipo de locales comerciales. La mayoría de turistas que la visitan son de origen británico. En esta zona, antes de llegar a la urbanización Sol de Mallorca, se encuentran los restos de una naveta de la Edad del Bronce, conocida como Alemany.